# François Foucart
Pour les articles homonymes, voir Foucart.
François Foucart, né le 31 mai 1933, est un chroniqueur judiciaire et journaliste français.

## Biographie
Ancien élève de Saint-Jean-de-Béthune, établissement d'enseignement catholique versaillais fondé par les pères eudistes, François Foucart fait ensuite des études de droit et de psychopathologie
D'abord spahi puis journaliste à Radio Brazzaville (1959-1961), il entre à l'ORTF – Télé Bretagne et Télé Normandie (1962-1968), puis à France Inter (1970-2000), où il devient présentateur de journaux et de revues de presse, et pendant vingt-cinq ans chroniqueur judiciaire et informateur religieux (dix-huit voyages avec le Pape Jean-Paul II). Il a également collaboré au Figaro Magazine, à Spectacle du Monde, à Monde et Vie, à Direct 8 et à KTO. 
Psychologue et éducateur, il fut pendant trente ans directeur de centres de vacances, visiteur de prisons (Maison d'Arrêt de Versailles), gérant bénévole de tutelles, directeur de stage de formation (Jeunesse et Sport) et président (pendant dix ans) du « Home Fontenay » (106 pensionnaires cas sociaux - DASS et Justice).
Retraité, il collabore dès lors à L’Homme Nouveau et à Reconquête. 
Il est président des Enfants du Mékong.

## Distinctions
- Chevalier de la Légion d'honneur
- Chevalier de l'ordre national du Mérite
- Croix du combattant
- Médaille commémorative AFN
- Médaille de la jeunesse, des sports et de l'engagement associatif, bronze

## Ouvrages
- Mgr Marcel Lefebvre, fidèle ou rebelle, France Inter, 1977
- Anatole Deibler, profession bourreau, Plon, 1992
- Lacenaire, l'assassin démythifié, Perrin, 1993
- Avec Henri-René Garaud, Une vie d'avocat politiquement incorrect, Perrin, 1996
- L'affaire Omar Raddad, la vérité, François-Xavier de Guibert, 1998
- C'était Versailles, 1940-1950, Éditions de Paris, 2004
- Pour tout vous dire : mémoires 1954-2005, Éditions de Paris, 2007
- Avec Martin Maindiaux, Martin : une vie d'humanitaire au Cambodge, Charolles, Arconce, 2013  (ISBN 979-10-92689-02-0)
- Mes cours d'assises (préf. Gilles-William Goldnadel), Via Romana, 2014
- Derniers mots. Les condamnés face à la guillotine et au peloton (préf. Michel De Jaeghere), Via Romana, 2018

### Collectif
- La Pensée unique : le vrai procès, ouvrage collectif, avec notamment Jean Foyer, Michel Godet, Jacques Julliard, Philippe Tesson, Jean-Pierre Thiollet et Françoise Thom, Economica, 1998

### Préface
- Le calvaire de l’abbé Maurel, Éditions de Paris, 2009